# José-Domingo Rodríguez Martín
José-Domingo Rodríguez Martín (* 1971 in Madrid) ist ein spanischer Jurist.

## Leben
Nach dem Studium der Rechtswissenschaften in Madrid an der Universidad Complutense bis 1994 und der Promotion zum Doktor der Rechtswissenschaften (Römisches Recht) an der Universidad Complutense 1997 war er Professor Titular de Universidad (Römisches Recht) an der Universidad Complutense de Madrid (2007–2021). Nach der Promotion zum Doktor der Klassischen Philologie (Juristische Papyrologie) 2017 ist er seit 2021 Universitätsprofessor für romanistische Grundlagen europäischer Privatrechte an der Universität Wien.
Seine Forschungsschwerpunkte sind römisches Recht, römische Rechtsgeschichte (Quellenforschung und Textüberlieferung), juristische Papyrologie und byzantinisches Recht.

## Schriften (Auswahl)
- Fragmenta Avgvstodvnensia. Granada 1998, ISBN 84-8151-714-3.
- El tratado de Actionibvs y sus apéndices. Santiago de Compostela 2016, ISBN 978-84-8408-943-8.
- mit Juan Signes Codoñer und Francisco Javier Andrés Santos: Diccionario jurídico bizantino Griego-Español. Sobre la base de la Introducción al derecho del patriarca Focio y de las Novelas de León VI el Sabio. Granada 2019, ISBN 978-84-9045-789-4.